# Anco Marcio Vargas
Anco Marcio Vargas (Tres Ríos, 27 agosto 1924 – Tres Ríos, dicembre 2002) è stato un calciatore costaricano, di ruolo attaccante.

## Carriera
Dopo aver cominciato in patria con Saprissa, Independiente Tres Ríos e Gimnástica Española, dal 1944 al 1947 gioca in Venezuela con Portuguesa, Deportivo Venezuela e Universidad de Caracas.
Nel 1948 si trasferisce alla Carrarese, divenendo il primo costaricano a calcare i campi d'Italia. Chiude la carriera nel 1952 dopo due stagioni in Serie B con il Pisa, squadra con cui gioca complessivamente 34 partite nella serie cadetta segnando 9 reti.